# Šport u 1970.
◄◄ | ◄ | 1967. | 1968. | 1969. | 1970.  | 1971. | 1972. | 1973. | ► | ►►
Arhitektura • Astronautika • Astronomija • Biologija • Film • Fotografija • Glazba • Kazalište • Kemija • Kiparstvo • Knjige • Književnost • Kršćanstvo • Meteorologija • Medicina • Planinarstvo • Politika • Pravo • Promet • Slikarstvo • Strip • Šport • Televizija • Znanost • Zrakoplovstvo • Željeznički promet
Šport u 1970.

## Svijet

### Natjecanja

#### Svjetska natjecanja
- Od 26. veljače do 8. ožujka – Svjetsko prvenstvo u rukometu u Francuskoj: prvak Rumunjska
- Od 10. do 24. svibnja – Svjetsko prvenstvo u košarci u Ljubljani, u Jugoslaviji (danas Slovenija): prvak Jugoslavija
- Od 31. svibnja do 21. lipnja – Svjetsko prvenstvo u nogometu u Meksiku: prvak Brazil

#### Kontinentska natjecanja

##### Europska natjecanja
- Od 4. do 12. rujna – Europsko prvenstvo u vaterpolu u Barceloni u Španjolskoj: prvak SSSR

### Osnivanja
- Paris Saint-Germain FC, francuski nogometni klub
- Toulouse FC, francuski nogometni klub
- FC Barcelona B, španjolski nogometni klub

## Vanjske poveznice
|  | Zajednički poslužitelj ima još gradiva o temi Šport u 1970. |